# سایتو تاکومی
سایتو تاکومی (انگلیسی: Takumi Saito؛ زادهٔ ۲۲ اوت ۱۹۸۱) هنرپیشه و خواننده اهل ژاپن است. وی از سال ۱۹۹۶ میلادی تاکنون مشغول فعالیت بوده‌است. او در سریال کارامازوف نو کئودای نقش داشته است.